# Àliya (nom)
Àliya (àrab: عالية, ʿĀliya) és un nom femení àrab que literalment significa ‘alta’, ‘superior’, ‘dominant’. Si bé Àliya és la transcripció normativa en català del nom en àrab clàssic, també se'l pot trobar transcrit Aliyya.
La forma masculina d'aquest nom és Ali.
Cal no confondre aquest nom amb Aliyya, un altre nom de pila àrab femení.
Vegeu aquí personatges i llocs que duen aquest nom.